# Kari Leinonen
Kari Leinonen, född 1941, är en finländsk forskare inom fonetik ock nordistik från Tammerfors universitet. Han har varit aktiv forskare sedan 1981.

## Utbildning
Leinonen blev filosofie magister vid Jyväskylä universitet 1965, filosofie licentiat vid Helsingfors universitet 1974 och filosofie doktor vid Jyväskylä universitet 2004.

## Avhandlingar
- Leinonen, Kari (2004). Finlandssvenskt sje-, tje- och s-ljud i kontrastiv belysning. Jyväskylä: Jyväskylä universitet. ISBN 951-39-1810-6 (nid.), 951-39-1828-9 (pdf). https://jyx.jyu.fi/bitstream/handle/123456789/13466/9513918289.pdf?sequence=1 (PhD Thesis).

- Leinonen, Kari (1981). Om finlandssvenskt s, tje och sje. Jyväskylä: Meddelanden från Institutionen för nordiska språk vid Jyväskylä universitet, nr 2. ISBN 951-678-538-7. https://finna.fi/Record/helka.461107.

- Leinonen, Kari (1974). Studier över avvikelser i språket mellan Bibeln 1541 och Psaltaren 1560 i belysning av substantivutbyten. Helsingfors: Helsingfors universitet. https://finna.fi/Record/helka.1274060 (Lisensiat Thesis).

- Leinonen, Kari (1965). Studier över substantivböjningen i de svenska bibelöversättningarna av år 1536. Jyväskylä: Jyväskylä universitet. https://finna.fi/Record/jykdok.951784 (Master Thesis).

## Böcker
- Kuronen, Mikko; Leinonen, Kari (2011). Historiska och nya perspektiv på svenskan i Finland. Tammerfors: Juvenes Print. ISBN 978-952-5657-07-4. https://www.worldcat.org/search?q=bn%3A9789525657074.

- Kuronen, Mikko; Leinonen, Kari (2011). Svensk uttalsordbok. Tammerfors: Juvenes Print. ISBN 978-952-5657-08-1. https://finna.fi/Record/helka.2265870.

- Kuronen, Mikko; Leinonen, Kari (2010). Svenskt uttal för finskspråkiga – Teori och övningar i finlandssvenskt och rikssvenskt uttal. Tammerfors: Juvenes Print. ISBN 978-952-5657-06-7. https://finna.fi/Record/3amk.245221.[4]